# Memecylon deccanense
Memecylon deccanense är en tvåhjärtbladig växtart som beskrevs av Charles Baron Clarke. Memecylon deccanense ingår i släktet Memecylon och familjen Melastomataceae. Inga underarter finns listade i Catalogue of Life.